# Lucien Moraud
Lucien Moraud (16 mai 1885 - 29 mai 1951) est avocat, professeur de droit et homme politique canadien du Parti conservateur. Lucien Moreau a été appelé au sénat du Canada le 30 décembre 1933. Il est bâtonnier du Québec de 1936 à 1937. 
Le pavillon H.-Biermans-L.-Moraud à l'université Laval porte son nom et celui du philanthrope belge Jean-Hubert Biermans en l'honneur de ses dons à l'université.